# Porto Blair
Porto Blair (em inglês: Port Blair; em hindi:  पोर्ट ब्लेयर, em tâmil:  போர்ட் ப்ளேர், em bengali:  পোর্ট ব্লেয়ার) é a capital do território da União das ilhas Andamão e Nicobar, pertencentes à Índia. Fica na ilha Andamão do Sul.
Porto Blair deve o seu nome ao tenente da Companhia Britânica das Índias Orientais Archibald Blair, que sem êxito procurou estabelecer uma colónia em 1789. Porto Blair foi reestabelecida em 1858, como lugar para construir uma colónia penal britânica. Foi originalmente situada na ilha Viper, assim chamada devido ao navio do tenente Blair, The Viper ("A Víbora"). Os detidos, a maioria presos políticos, eram condenados a prisão perpétua e trabalhavam em condições degradantes. Muitos acabaram enforcados, enquanto outros morriam por doença ou inanição. Como o Movimento de Independência Indiano continuava em crescimento até finais do século XIX, um enorme recinto penitenciário chamado Cellular Jail foi construído entre 1896 e 1906.
Entre 1943 e 1944, Porto Blair foi a sede central do governo do Exército Nacional Indiano de Subhash Chandra Bose.
Embora severamente danificada pelo sismo e tsunami do Oceano Índico de 2004, Porto Blair sobreviveu o suficiente para servir de base para congregar os esforços de ajuda e reconstrução das ilhas.